# Golpe de Estado no Gabão em 1964

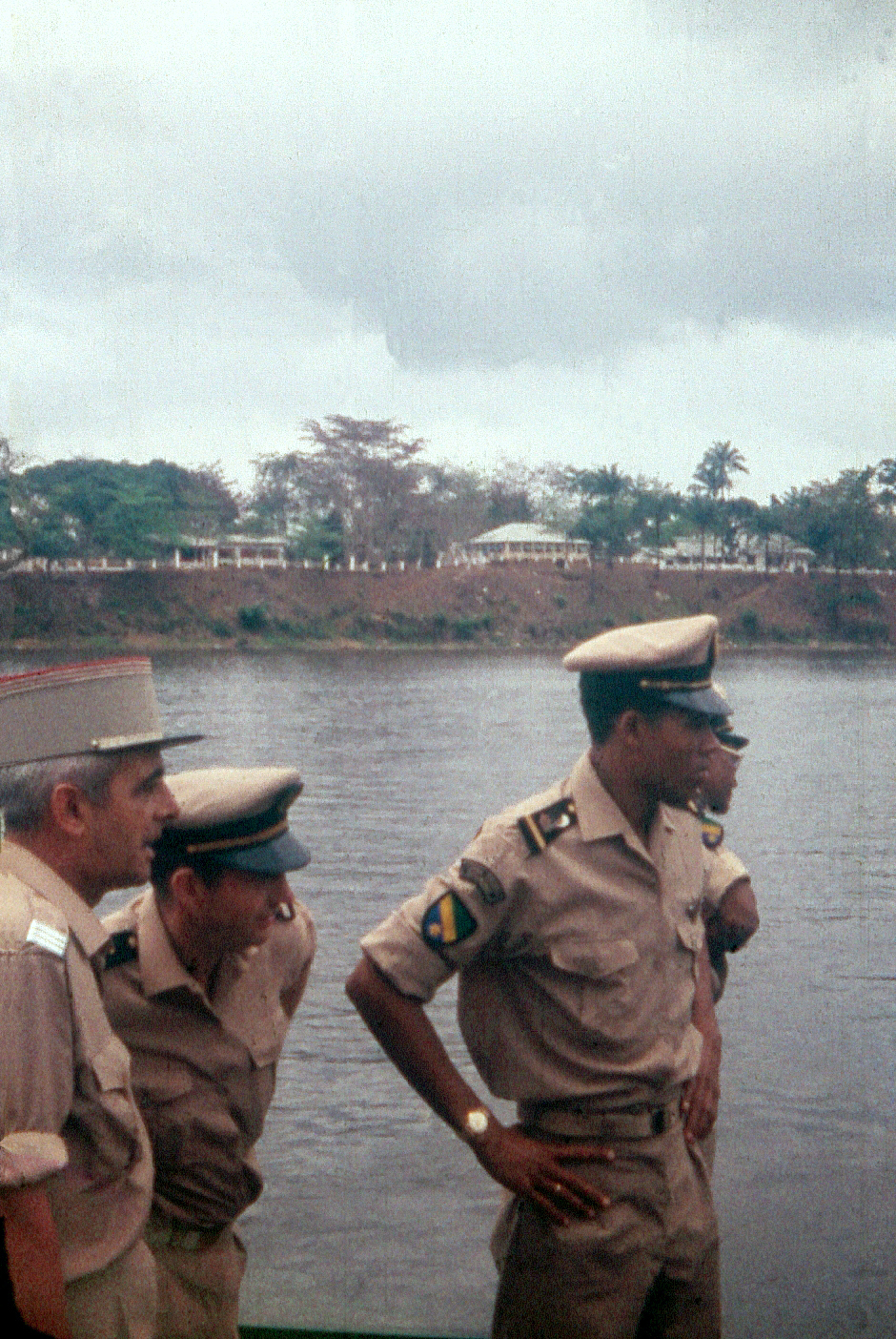
Militares gaboneses e franceses, 1959

O Golpe de Estado no Gabão em 1964 foi organizado entre 17 e 18 de fevereiro de 1964 por militares gaboneses que se levantaram contra presidente gabonês Léon M'ba. Antes do golpe de Estado, o Gabão era visto como um dos países mais estáveis politicamente da África. O golpe resultou da dissolução de M'ba do poder legislativo gabonês em 21 de janeiro de 1964; e durante a tomada de poder com poucas baixas, os 150 golpistas prenderam M'ba e vários oficiais de seu governo. Através da Radio Libreville, pediram ao povo do Gabão para manter a calma e garantiram que a política externa pró-França do país permaneceria inalterada. Um governo provisório foi formado, e os líderes do golpe instalaram o deputado Jean-Hilaire Aubame, que era o principal adversário político de M'ba e não estivera envolvido no golpe, como presidente. Enquanto isso, M'ba foi enviado para Lambaréné, a 250 quilômetros (155 mi) de Libreville. Não houve grande revolta ou reação da população do Gabão quando receberam a notícia do golpe, o que os militares interpretaram como um sinal de aprovação.
Após ser informado do golpe pelo chefe do Estado-Maior do Gabão Albert-Bernard Bongo, o presidente francês Charles de Gaulle decidiu restaurar o governo de M'ba, honrando um tratado de 1960 assinado entre o governo deposto e a França, quando o Gabão se tornou independente. Com a ajuda de pára-quedistas franceses, o governo provisório foi derrubado durante a noite de 19 de fevereiro e M'ba foi restabelecido como presidente. Posteriormente, M'ba aprisionou mais de 150 de seus oponentes, prometendo que não haveria "perdão ou nenhuma piedade", mas sim "punição total". Aubame foi condenado a 10 anos de trabalho forçado e 10 anos de exílio, uma sentença que mais tarde foi comutada. Durante este tempo, o presidente envelhecido se tornou cada vez mais recluso, optando por ficar em seu palácio presidencial, sob a proteção das tropas francesas. Dentro de três anos, M'ba foi diagnosticado com câncer, e morreu em 28 de novembro de 1967.
- Jean Hilaire Aubame
- Paul Gondjout
- Germain Mba
- Jean Marc Ekoh
- Jacques Libizangomo
- Philipe Maury
- Emmanuel Mbene
- Emile Kassa Mapési
- Boucka Bou Nziengui
- Eugène Amogho
- Eloi Chambrier
- Daniel Mbene
- Gaston Boukat
- Issembe described
- Jean Essone
- Jacques Mombo,
- Pierre Eyeguet
- Jerome meyoghe
- Gregoire Aboghe
- Cesar Nguema Mvie
- Roger Nenet
- Gaubert obiang
- Obiang Bilie Pierre François
- Marc Saturnin Nan Nguéma